# Facydes nigroguttatus
Facydes nigroguttatus är en stekelart som beskrevs av Tohru Uchida 1935. Facydes nigroguttatus ingår i släktet Facydes och familjen brokparasitsteklar. Inga underarter finns listade i Catalogue of Life.